# Fronteira Noruega–Rússia
A fronteira entre Noruega e Rússia é um limite territorial de 195,7 km de extensão situado entre o município de Sør-Varanger, na Noruega, e o Distrito de Pechengsky, na Rússia, incluindo uma fronteira marinha de 23,2 km no fiorde de Varanger. A região fronteiriça consiste ainda em um limite situado no mar de Barents e no Oceano Ártico, como parte da Zona Econômica Exclusiva (ZEE). Situada acima do Círculo Polar Ártico, no norte da Lapônia, é a fronteira terrestre europeia mais setentrional.
Storskog é a única passagem de fronteira por terra entre os dois países, com acesso pela rodovia europeia E105, entre Sør-Varanger, Noruega, e Borisoglebsky, Rússia. O lado norueguês é patrulhado pela Guarnição de Sør-Varanger e está sob a jurisdição do Comissário Norueguês das Fronteiras, enquanto o lado russo é patrulhado pelo Serviço de Guarda de Fronteiras da Rússia. Dois terços da fronteira seguem dois rios, o Paatsjoki e o Jakobselva.
A fronteira foi inicialmente definida como uma marca pelo Tratado da Novogárdia de 1326, o qual estipulava uma divisão dos tributos arrecadados dos povos lapões pela Noruega e pela Rússia, criando um tipo de zona-tampão entre os dois países. A região fronteiriça foi criada por um Tratado de 1826 e permanece essencialmente a mesma até a atualidade.
Em 1920, pelo Tratado de Tartu, a região de Petsamo foi cedida à Finlândia e o local tornou-se parte da fronteira entre Finlândia e Noruega. Em 1944, Petsamo foi cedida à União Soviética, o que permitiu o estabelecimento da fronteira entre Noruega e União Soviética.
Durante a Guerra Fria, a fronteira serviu para se criar a delimitação entre a Organização do Tratado do Atlântico Norte (OTAN) e a União Soviética. De 1991 a 1999, era a única fronteira entre a Rússia e a OTAN. Desde 1960 houve discordância sobre a fronteira entre Noruega e Rússia, mas a questão foi resolvida após um acordo de delimitação assinado em 2010.

## História

### Abertura da fronteira

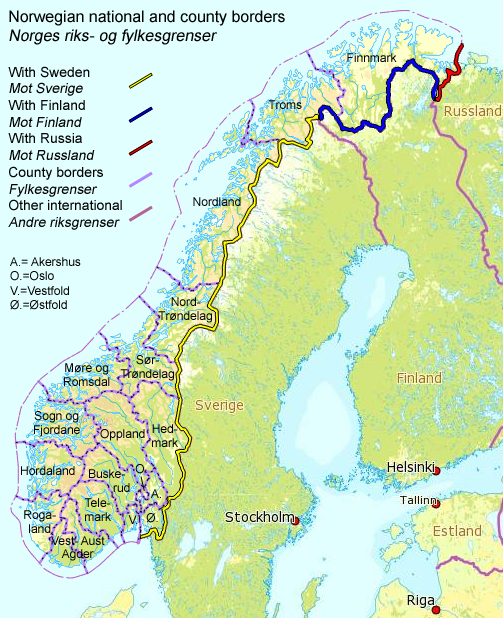
Mapa das fronteiras nacionais e municipais da Noruega
Fronteira Noruega-Suécia
Fronteira Noruega-Finlândia
Fronteira Noruega-Rússia

A partir do século XI, o rei Olavo III da Noruega passou a considerar as fronteiras norueguesas para chegar ao mar Branco. Contudo, os primeiros noruegueses começaram a se mudar para Finnmark apenas no século XIII. A fortaleza Vardøhus foi erguida pela Noruega em 1300 mais à leste da fronteira terrestre estabelecida atualmente, apoiando a apropriação da terra pelos noruegueses. Contudo, não houve assentamentos permanentes de noruegueses na península de Kola.
Em 1326, a Noruega e a República da Novogárdia assinaram um acordo sobre a tributação da península de Kola e de Finnmark. Nenhuma linha de fronteira foi traçada, criando uma marca de fronteira na qual ambos os países detinham o direito de tributação dos lapões. A colonização russa das áreas conjuntamente tributadas por motivação religiosa começou no século XVI, quando capelas russo-ortodoxas foram construídas em Neiden, na Noruega, e em Pechanga e Borisoglebsky, na Rússia. Esse fato acelerou a necessidade de uma linha de fronteira específica.
Em 1582, o czar russo Ivan, "o Terrível", declarou a baía Kola como parte do território russo; posteriormente, reivindicou todo o território da Lapônia. Propôs ainda que uma nova linha de fronteira fosse criada. Diante disso, Frederico II, então rei do Reino da Dinamarca e Noruega, respondeu renovando a reivindicação norueguesa de todas as terras até o mar Branco. Seu sucessor, o rei Cristiano IV, viajou ao longo da costa de Finnmark em 1599 para aumentar o peso das reivindicações. Como parte do Tratado de Knäred de 1613, a Suécia, por seu turno, abandonou todas as reivindicações à Finnmark.

Em rosa, território cedido pela Rússia à Noruega em 1826.

O governo dano-norueguês tomou a iniciativa de estabelecer uma linha de fronteira em 1789. As autoridades russas concordaram com a proposta, mas por causa da Guerra Russo-Turca, nenhum avanço foi realizado sobre essa questão. Novas solicitações dano-norueguesas foram realizadas em 1793, 1797 e 1809, sem ação do seu homólogo russo.
Em 1814, Noruega e Suécia firmaram uma união e, dois anos depois, o rei Carlos João da Suécia novamente tentou retomar as negociações com os russos, sem sucesso. Em 1825, no entanto, uma comissão comum entre noruegueses e russos foi criada para desenhar uma linha de fronteira, resultando em um relatório e um mapa que foi aprovado pelas autoridades de ambos os países. O Tratado foi assinado em São Petersburgo em 14 de maio de 1826, e os seguintes pólos fronteiriços foram estabelecidos ao longo da fronteira: o princípio de talvegue foi seguido nos rios Jakobselva e Pasvikelva; os marcos de fronteira foram colocados ao longo das terras delimitadas a uma distância de 6 alen ou 5 arshin (3.765 m ou 12.352 pés). O local permanece como a fronteira inalterada mais nova da Noruega e a mais velha da Rússia.
O território fronteiriço foi revisado em 1846, sendo que moledros foram construídos na colina de Krokfjellet, e as zonas da fronteira terrestre desde o mar até Golmmešoaivi foram alteradas. O marcador na foz do rio Jakobselva foi derrubado e posteriormente teve de ser reconstruído, enquanto vários outros tiveram que ser reparados. Foi acordado que haveria uma revisão a cada vinte e cinco anos, tendo sido formalizado no ano seguinte através de uma declaração. Alguns marcadores foram reparados em 1857 e novas avaliações foram realizadas em 1871 e 1896. Neste último ano, a largura da área desmatada aumentou para 8 m (26 pés). Mapas foram criados para toda a linha de fronteira em escala de 1:42.000, e em escala de 1:8.400 para as áreas imediatamente em torno de cada marcador. Uma revisão parcial foi realizada entre Neiden e o rio Tana em 1912. Até a década de 1940, a fronteira tinha sido aberta e não havia controle, de modo que agricultores da pequena aldeia de Grense Jakobselv, por exemplo, não precisavam se preocupar se seus gados ficavam no lado correto da fronteira.

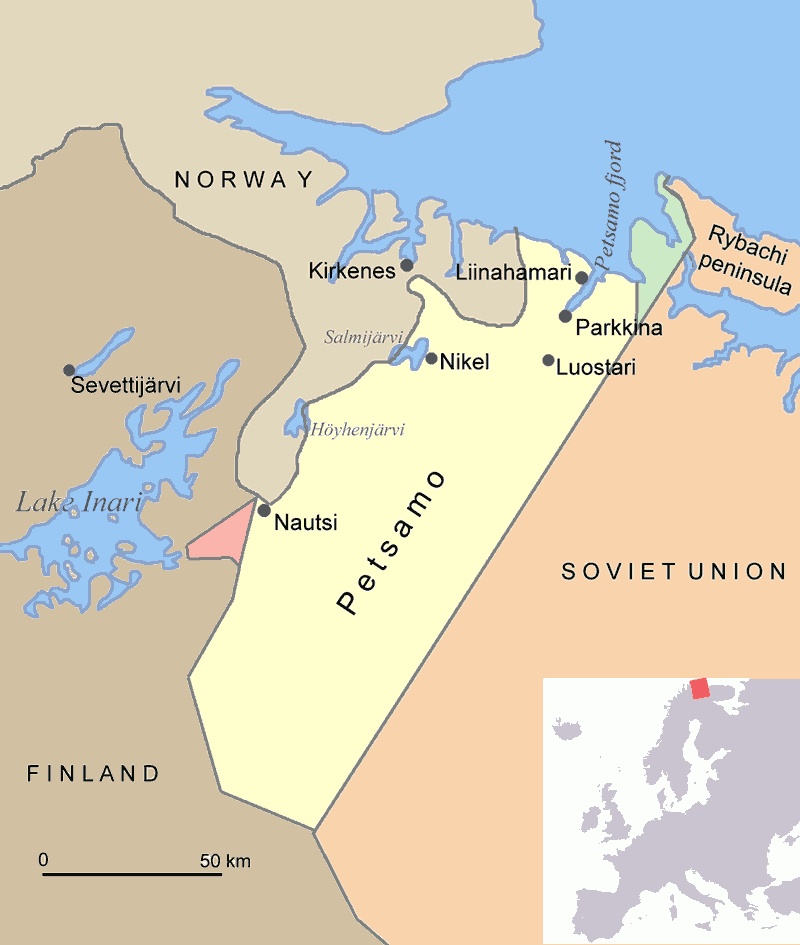
Petsamo foi cedida pela Rússia à Finlândia em 1920, e depois revertida para a União Soviética por causa do Armistício de Moscou de 1944 e do Tratado de Paris de 1947.

No fim do século XIX vários postos de controle aduaneiro foram instalados em Elvenes e Grense Jakobselv. Autoridades norueguesas deram permissão para o trânsito livre de mercadorias ao longo do rio Pasvikelva. Naquela época, havia uma quantidade limitada de comércio transfronteiriço, e a importação de mercadorias de determinados volumes para uso pessoal não era taxada. Esse processo foi acelerado por preços significativamente mais baixos na Rússia em relação à Noruega. De 1902 a 1917, a passagem de fronteira foi utilizada para contrabando da  literatura revolucionária russa, quando os materiais eram impressos nas dependências do jornal local Finnmarken em Vadsø e contrabandeados por barco através da fronteira. Durante a Primeira Guerra Mundial, seis soldados ficaram estacionados em Nyborgmoen, na comuna de Nesseby, como "guardas de neutralidade". A segurança foi aumentada gradualmente, de modo que em 1918 havia 93 soldados estacionados em Sør-Varanger para proteger a fronteira.
A Finlândia declarou sua independência da Rússia após a Revolução de Outubro, dando origem ao Tratado de Tartu de 1920, culminando na cessão da região de Petsamo à Finlândia, dando assim ao país acesso ao mar de Barents. Esse fato resultou na extinção de fronteiras comuns entre a Noruega e a União Soviética. Foi assinado um Tratado sobre a fronteira entre a Finlândia e a Noruega em 28 de Abril de 1924, substituindo o Tratado de 1826, mas não alterando a linha de fronteira. Uma nova avaliação foi realizada em 1925. A linha de fronteira na foz do rio Jakobselva foi revisada em 12 de setembro de 1931, e novos marcadores foram colocados em junho de 1939.

### Fechamento da fronteira

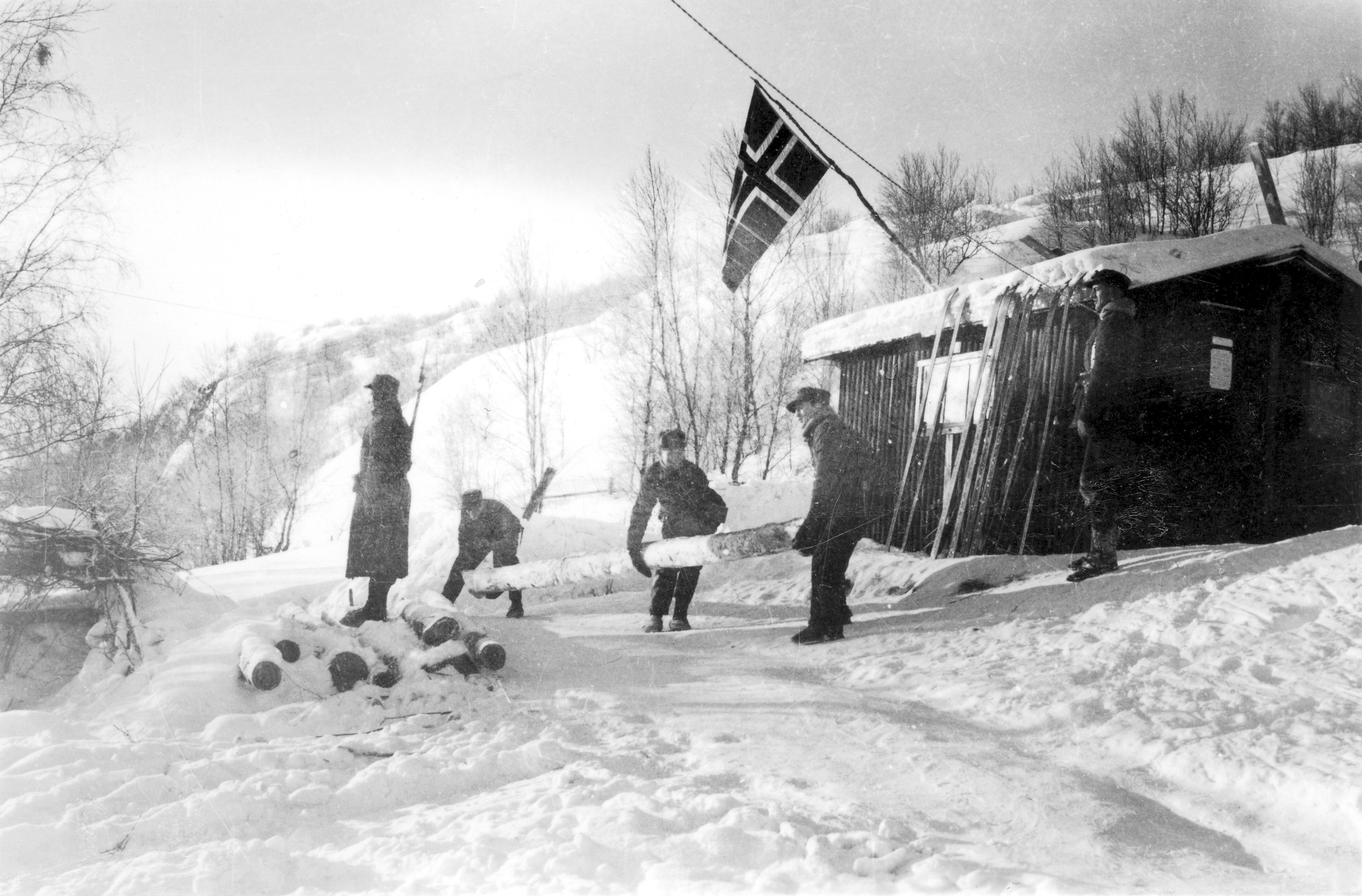
Noruegueses guardando a fronteira Finlândia-Noruega em Skafferhullet em 1940, após a eclosão da Guerra de Inverno.

O Armistício de Moscou de 1944 e do Tratado de Paris de 1947 cederam Petsamo e outras regiões da Finlândia à Rússia. Durante a Segunda Guerra Mundial, o Norte da Noruega serviu como área de teste para o ataque alemão à Murmansk. A União Soviética fez uma excursão ao longo da fronteira em 1944 durante a "Ofensiva Petsamo-Kirkenes", que visava extinguir as forças militares alemãs na área. As forças soviéticas tomaram a cidade de Kirkenes, que tinha sido evacuada pelos alemães por táticas de terra arrasada em 24 de outubro de 1944. As tropas soviéticas continuaram a oeste de Tana, mas se retiraram em setembro de 1945.
A cedência de Petsamo pela Finlândia à União Soviética não teve efeito sobre a fronteira, já que a União Soviética herdaria a linha de fronteira antiga. Uma comissão comum foi criada para a revisão da fronteira, com as negociações a decorrer de 1 a 16 de agosto de 1946. A revisão de campo decorreu entre 1 de julho e 4 de setembro de 1947. A Noruega, inicialmente, propôs o uso de moledros para demarcar a fronteira, mas a União Soviética queria usar o mesmo método utilizado ao longo de suas outras fronteiras, instalando marcadores de madeira a cada 2 metros (6,6 pés) a partir da linha de fronteira. A ideia inicialmente encontrou resistência por parte das autoridades norueguesas por razões de custo, mas logo chegaram a um acordo sobre o princípio de reduzir postos de fronteira não intencionais. Assim, marcadores de solo foram cravados e marcadores no leito de rochas foram presos com quatro parafusos. Postos de fronteira foram estabelecidos em Skafferhullet e Borisoglebsky. Medições geodésicas foram realizadas para estabelecer a fronteira em conformidade com o elipsóide de Bessel. Além disso, toda a área de fronteira foi mapeada em escala de 1:20.000.

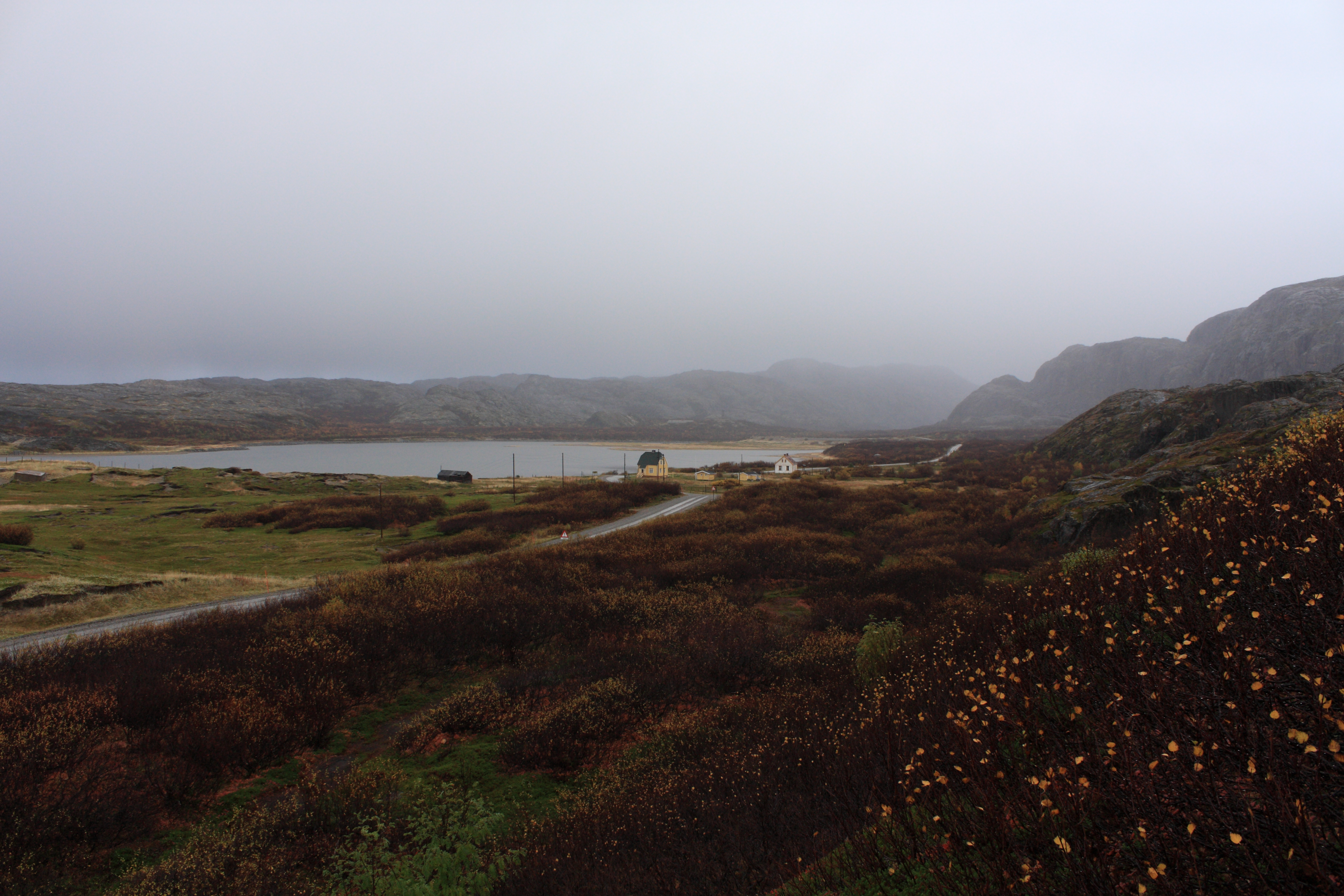
A vila de Grense Jakobselv está localizada imediatamente no lado norueguês da fronteira.

As autoridades soviéticas fizeram propostas para alterar a fronteira. A primeira delas envolvia uma troca igual de terra em Skotfoss, mas esta foi rejeitada pelas autoridades norueguesas, principalmente pelo seu valor com relação à hidroeletricidade. Em Grensefoss, a Noruega se apropriou das terras de ambos os lados da fronteira, mas não houve interesse por parte das autoridades norueguesas para mudar a fronteira. A fronteira ao longo de Klistervatn e Fossavatn foi definida com base nos mapas de 1896. Na foz do rio Jakobselva, os mapas de 1896 eram de má qualidade em combinação com o deslocamento do talvegue desde 1896. A linha de talvegue criaria problemas para a colonização de Grense Jakobselv, já que não poderiam utilizar o seu porto ou ter livre acesso ao mar. Os países, portanto, concordaram em uma nova linha com base numa proposta da Noruega, em troca de a União Soviética receber três ilhotas, incluindo Kistholmen e Brennholmen, no rio Pasvik. A fronteira marítima nas águas territoriais foi estabelecida através de um protocolo assinado em 15 de fevereiro de 1957. A fronteira foi demarcada com dois marcadores de chumbo e originalmente se estendia por 4 milhas náuticas (7.4 km ou 4.6 mi).

## Geografia

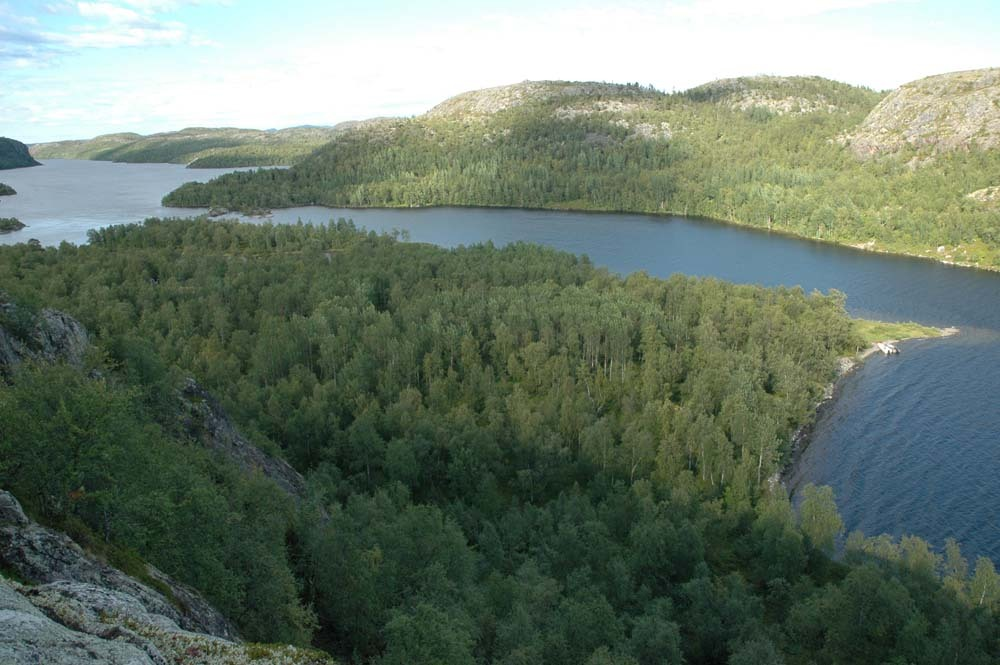
Harefossen no rio Pasvik, Rússia, na fronteira com a Noruega.

O rio Pasvikelva tem 128 km (80 mi) de comprimento e atravessa o vale de Pasvikdalen. O rio drena o lago Inari e deságua no fiorde de Varanger, em Elvenes, condado de Finnmark. Depois de um pequeno trecho na Finlândia, o rio percorre 22 km (14 mi) através da Rússia antes de chegar à fronteira com a Noruega, a partir da qual torna-se um rio fronteiriço de 106 km (66 mi).
Antes de ser represado, o rio consistia de nove lagos e quinze cachoeiras. Originalmente, era possível navegar de barco por todo o comprimento do rio, mas após a construção de sete barragens, o trajeto foi dificultado porque os barcos devem ser carregados após as barragens. O rio desce 114 m (374 pés) e é regulado para gerar hidroeletricidade. A Finlândia recebe uma compensação pelo impacto no lago Inari, o qual é regulado por uma diferença de nível de 1,75 m (5.7 pés).

## Controle
Ambos os países têm apontado um comissário de fronteira para defender o Tratado fronteiriço e os respectivos protocolos. O comissário norueguês está baseado em Kirkenes e é subordinado ao Diretório Nacional de Polícia. Já o comissário da Rússia é baseado em Nikel. O patrulhamento da fronteira norueguesa é realizado pela guarnição de Sør-Varanger, que em grande parte baseia-se no uso de recrutas. Na Rússia, o patrulhamento de fronteira é realizado pelo Serviço de Guarda de Fronteiras da Rússia e do Serviço Federal de Segurança. As ZEEs são patrulhadas pela Guarda Costeira da Noruega e pela Guarda Costeira do Serviço de Fronteiras do FSB da Rússia.

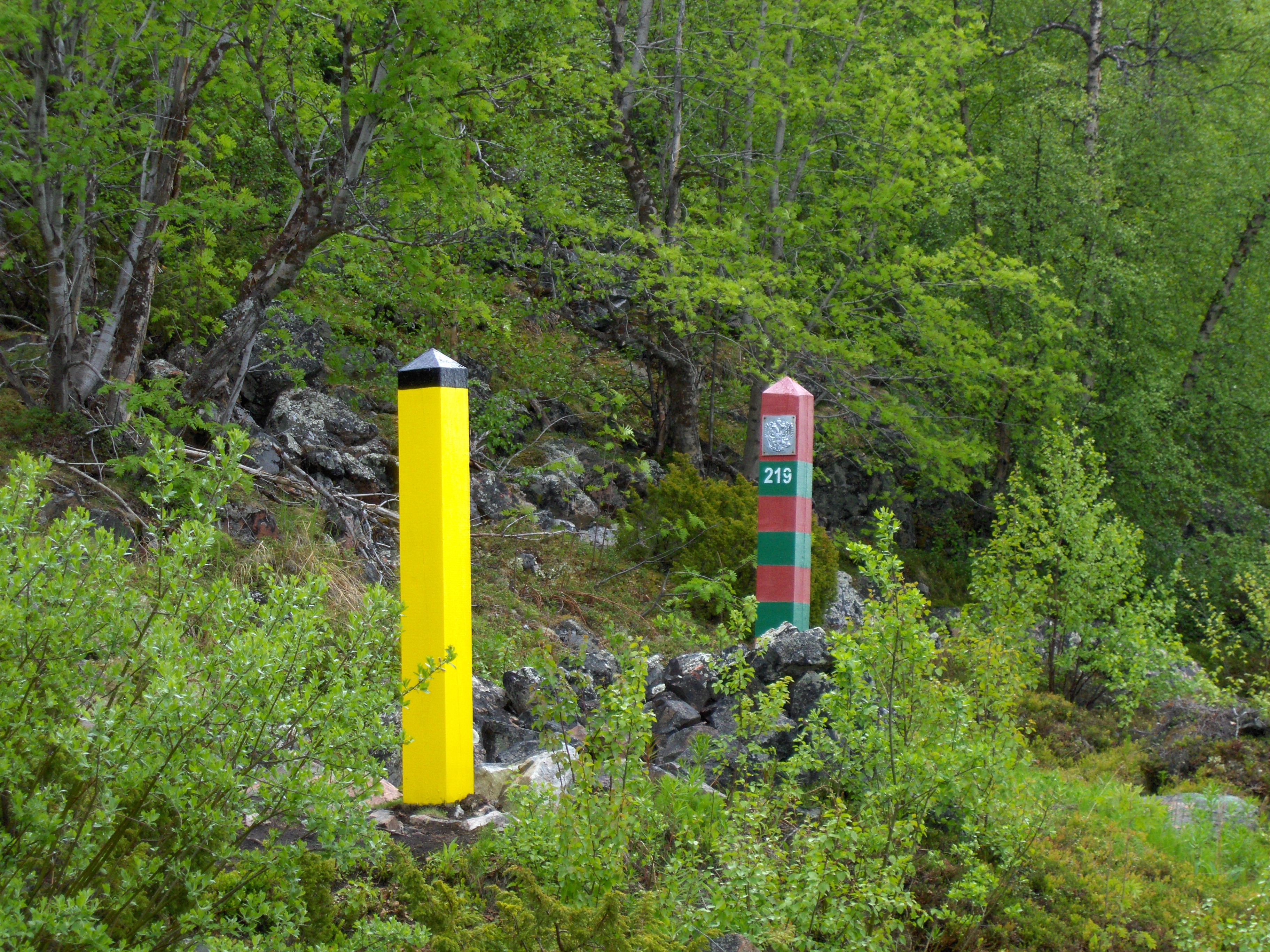
Marcos de fronteira próximos de Elvenes. Em amarelo, o marcador norueguês; em vermelho e verde, o russo.

A fronteira é demarcada com 415 marcadores, composta de 387 pares de postes, 25 moledros, dois marcadores de chumbo e uma estaca. Os modedros dos três países não estão numerados, enquanto o restante dos marcadores tem numeração de 1 a 415, começando na fronteira finlandesa. Cada par de postes estão localizados a 2 metros (6,6 pés) da fronteira, a menos que a fronteira seja atravessada por água. Os marcadores noruegueses são amarelos e possuem 18 centímetros (7,1 polegadas) de altura até parte superior preta - estas cores foram escolhidas porque são mais visíveis em todos os tipos de clima e iluminação. Já os marcadores russos têm um padrão de alternância de vermelho e verde, cada um com 18 centímetros (7,1 polegadas) de altura. O vermelho foi escolhido para simbolizar a bandeira da União Soviética, enquanto que o verde simboliza a cor dos uniformes dos guardas de fronteira. Ambos os postes têm os brasões dos respectivos países voltados para a fronteira. Embora originalmente feitos de madeira, atualmente os marcadores são feitos de materiais compostos.
Cada país tem a responsabilidade pela manutenção de seus marcos de fronteira e de manter a zona clara. A maior parte das operações de manutenção é realizada durante o verão. Nos meses de agosto há uma inspeção comum de toda a fronteira. A responsabilidade desta prática alterna entre os dois países a cada ano. As inspeções são efetuadas por três grupos, cada um cobrindo um terço da fronteira. Cada grupo é composto por dois noruegueses e dois russos e a inspeção leva de dois a três dias. No fim, é realizado um balanço comum das atividades desenvolvidas.

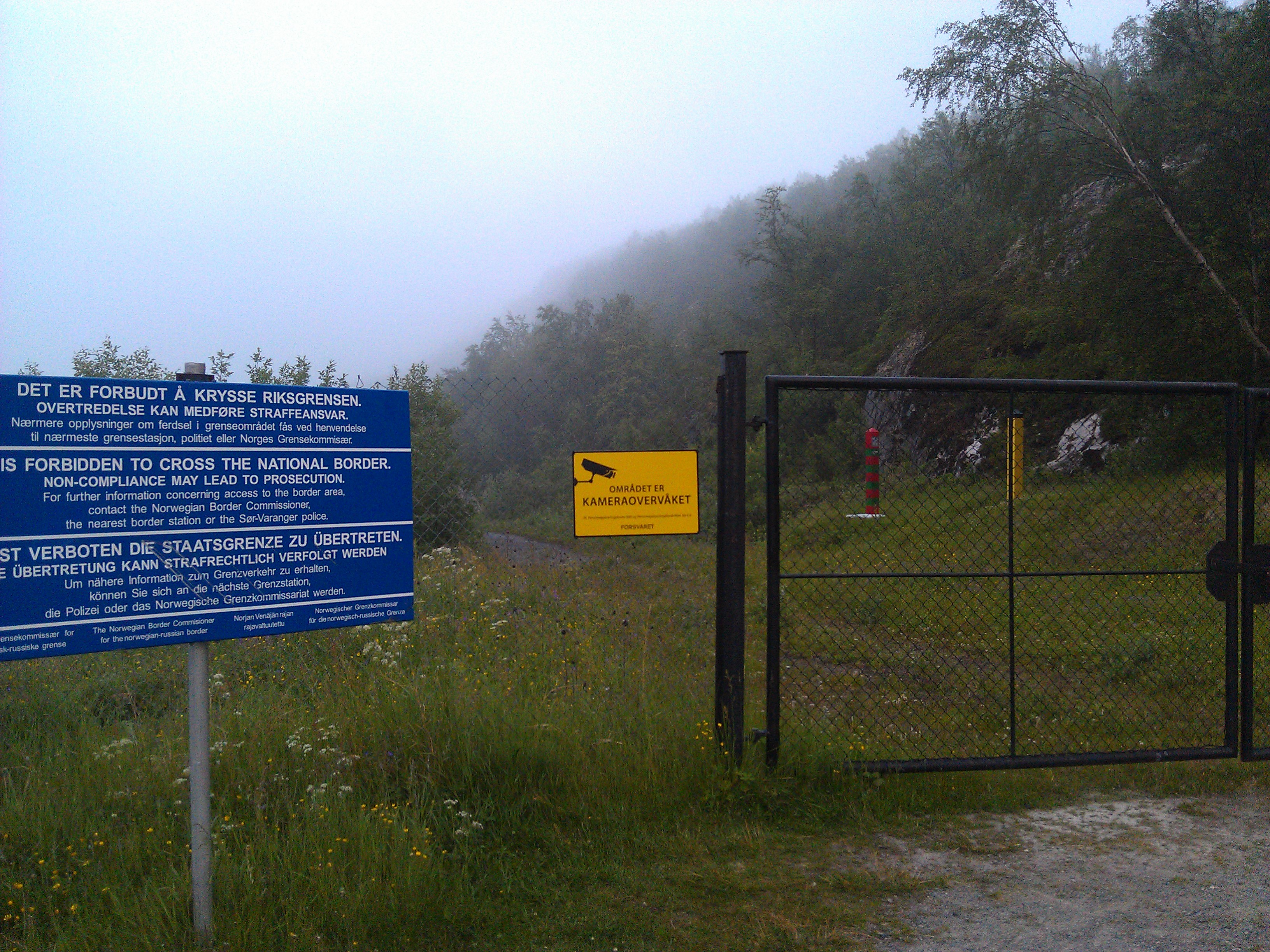
A fronteira entre Noruega e Rússia vista de Skafferhullet, Noruega.

No lado norueguês não existem obstáculos físicos na fronteira e é permitido o deslocamento por todo o caminho até a própria fronteira, com exceção dos locais com cercas onde as estradas chegam à fronteira, como em Storskog, Skafferhullet e algumas usinas hidrelétricas. Do lado russo há uma cerca situada entre 0 e 5 km (0 e 3 mi) da fronteira. Apesar de não ser eletrificada, possui sensores que irão notificar os controladores de fronteira se for tocada. O cercamento se estende por toda a distância entre o mar de Barents e do golfo da Finlândia e foi construído durante a Guerra Fria para manter a população da União Soviética. A cerca continua sendo a única de arame farpado em todas as fronteiras da Rússia na Europa. O local faz parte da Zona de Segurança de Fronteiras da Rússia, sendo que não são permitidos acessos de civis. Fotografias de um país para o outro só são permitidas se as imagens não incluírem pessoal e instalações militares; proibi-se, porém, o uso de lentes teleobjetivas com tripés e distância focal maior que 200 mm. A polícia de fronteira norueguesa informa que é proibido cruzar a fronteira por terra, água ou ar, incluindo a transposição dos marcadores (exceto com permissão ou pelo posto de fronteira); fazer contato com pessoas do outro lado da fronteira; e jogar objetos ao longo da fronteira.

## Travessia
Há apenas um ponto de passagem legal, com estações de ambos os lados, em Storskog, na Noruega, e em Borisoglebsky, na Rússia, com acesso pela rodovia E105 a cerca de 15 km à leste de Kirkenes. O tempo de travessia em ambas as estações é imprevisível e depende da quantidade de tráfego. A travessia pode ser realizada entre 07h e 21h, no fuso horário norueguês. O controle de imigração em Storskog é realizado pelo "Distrito Policial de Finnmark Oriental", enquanto o controle aduaneiro é realizado pelo "Serviço de Alfândegas da Noruega". O "Comissário Norueguês das Fronteiras" também tem representantes no ponto de inspeção. É a única região fronteiriça terrestre da Noruega que não faz fronteira com o espaço de Schengen e, portanto, o único gerido pela polícia.
O Serviço de Guarda de Fronteiras da Rússia opera a fronteira em Borisoglebsky, que é constituída por uma área de controle aduaneiro e uma área de controle de fronteiras, ambas as áreas com responsabilidades independentes. Ao passar por Borisoglebsky, os viajantes entram na zona de segurança fronteiriça, uma área de trânsito de apenas vinte minutos. A estrada está localizada adjacente à zona com cercas de arame que se estende ao longo de toda a fronteira russa com a Noruega e a Finlândia. No fim da zona de trânsito, há outro ponto de controle onde é axecutada a verificação dos passaportes. Antigamente, havia também outro posto de controle localizado na Titovka, entre Nikel e Murmansk; porém atualmente há mais postos de fronteira do que durante a Guerra Fria.
Há cinco principais motivações para o tráfego transfronteiriço: compras nas cidades fronteiriças, negócios, férias e lazer, visitas a amigos e parentes, e transferência para outros destinos através do Aeroporto de Kirkenes Hoybuktmon. Residentes russos de Oblast de Murmansk, Oblast de Arkhangelsk e Nenétsia podem obter vistos com maior facilidade por causa do Acordo de Schengen. Em 2010, o Consulado Geral russo em Kirkenes emitiu 8 mil vistos para os noruegueses.

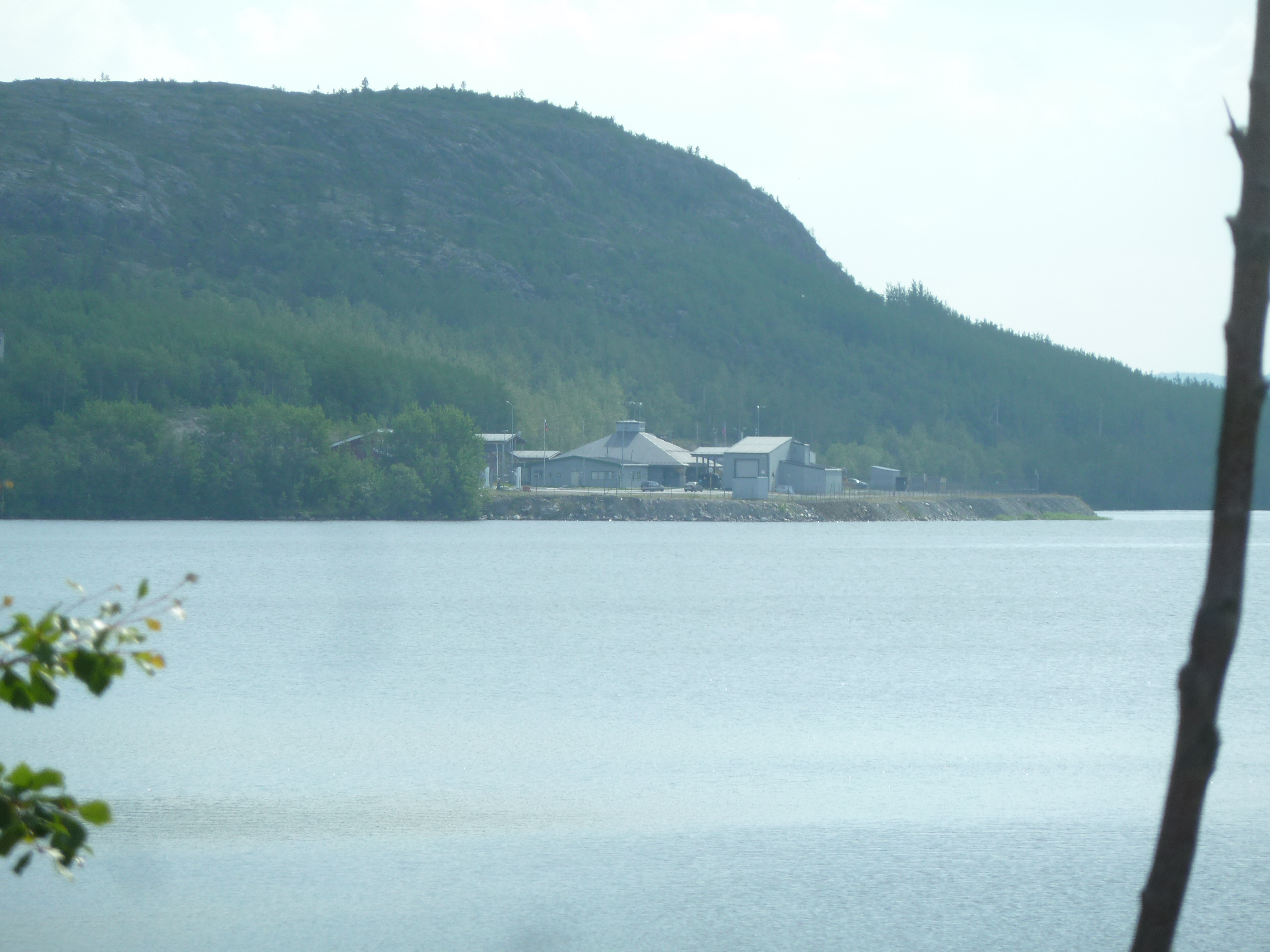
O posto de fronteira russo visto de Storskog, Noruega.

Há um regime especial (quase) sem visto para uma área designada entre 30 e 50 km (19 e 31 mi) em torno da fronteira, com base em uma cláusula do Acordo de Schengen. Esse regime está disponível apenas para residentes dos últimos três anos em cidades do espaço de Schengen (Kirkenes na Noruega, e Nikel, Pechanga e Zapolyarny na Rússia) e exige a aquisião de um bilhete de identidade especial no consulado do país a ser visitado (uma espécie de visto de múltipla jornada), com permanênia limitada a 15 dias. Cerca de 9 mil noruegueses e 45 mil russos são elegíveis para este arranjo. Depois de um acordo semelhante na fronteira entre a Polônia e Oblast de Kaliningrado, é a segunda vez que um acordo de isenção de vistos de fronteira é feito eentre a Rússia e parte do espaço de Schengen.
Como a Noruega concede o direito de viajar até a fronteira, também é permitido para os residentes do país operar barcos e pescar nos dois rios fronteiriços. Todos os barcos devem ser registrados na Comissão de Fronteiras norueguesa e chapas de matrícula devem ser instaladas em ambos os lados das embarcações. Passeios de barco são permitidos apenas durante o dia. Pesca e navegação são permitidas apenas no lado norueguês do rio; no entanto, em passagens estreitas do rio Pasvikelva são permitidas viagens através do lado russo, com a condição de que o barco não pare, exceto em emergências. Em alguns locais do rio Pasvikelva há marcações com boias amarelas ao longo da linha de fronteira durante o verão.

## Futuro
Um novo posto de fronteira no lado norueguês está previsto para ser construído entre 2016 e 2017, pois a estação atual não tem capacidade suficiente para lidar com o aumento do tráfego, e o terreno atual não é suficientemente estável para permitir uma expansão do local. Executivos da polícia norueguesa têm solicitado para um posto fronteiriço comum localizado diretamente na linha de fronteira, o que permitiria a execução de operações de uma forma mais rentável e menos demorada. No entanto, as legislações da Noruega e da Rússia, bem como o Acordo de Schengen, proibem tal operação. O parlamento norueguês (Stortinget, em norueguês), representado pela "Comissão Permanente de Assuntos Exteriores e de Defesa" (Utenriks- og forsvarskomiteen, em norueguês) tomou a iniciativa de introduzir uma abertura na fronteira de 24 horas por dia; essa ideia foi rejeitada pelo distrito policial local, que declarou que quase todo o tráfego transfronteiriço é realizado por pessoas e que não há praticamente nenhuma demanda de serviço no período da noite.

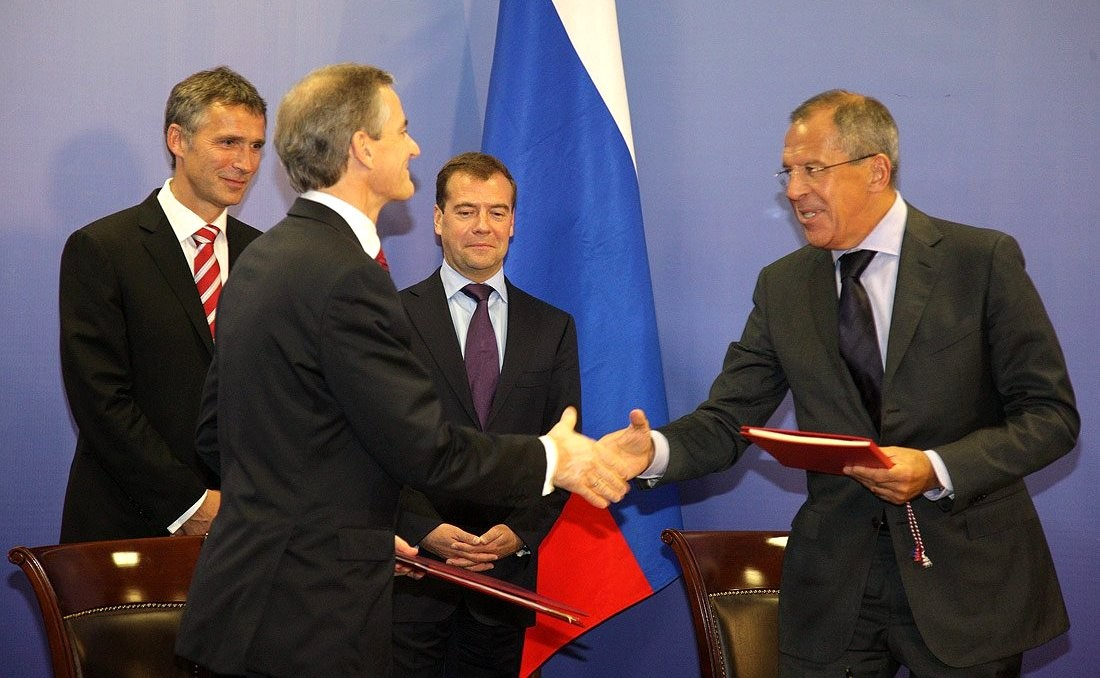
Assinatura do Tratado russo-norueguês sobre a Delimitação Marítima e Cooperação no mar de Barents e no Oceano Ártico em Murmansk, 15 de setembro de 2010.

Desde 1992, tem havido propostas para conectar as redes ferroviárias da Noruega e da Rússia. Especificamente, esse acordo estenderia a "Linha Kirkenes–Bjørnevatn" da Noruega para Nikel ou Zapolyarny, na Rússia, onde haveria outra conexão para a "Linha Murmansk-Nikel". Cerca de 40 km (25 mi) de ferrovia são necessários para ligar as duas linhas. A proposta prevê o desenvolvimento de Kirkenes para transformá-la em uma cidade portuária para a exportação de produtos russos, haja vista que o Porto de Murmansk está subdimensionado. Os principais produtos de transbordo incluem metais a partir de Norilsk Nickel, aço a partir de Arkhangelsk e petróleo bruto. A linha de Murmansk-Nikel foi construída em 1936, tem 206 km (128 mi) de comprimento, não é eletrificada e é operada pelas Ferrovias Russas (RZD, na sigla em russo). Pelo fato de utilizar a bitola russa, a bitola padrão da "Linha Kirkenes-Bjørnevatn" teria presumivelmente que sofrer uma conversão ou receber uma bitola dupla. Estima-se que a ferrovia seria capaz de transportar 5 milhões de toneladas de carga por ano.
Em 2003, o custo da construção de 40 km (25 mi) de nova ferrovia foi estimado em 1,4 bilhão de coroas norueguesas (em norueguês: Norsk Krone, NOK abreviado), enquanto o custo para atualizar a linha russa existente era de 400 milhões de coroas. Em 2007, o então governador de Oblast de Murmansk, Yuri Yevdokimov, rejeitou os planos para uma conexão ferroviária entre os dois países, afirmando que a sua opinião foi apoiada pelo presidente Vladimir Putin. Pelo fato de Kirkenes ser um porto mais adequado em relação à Murmansk, as autoridades locais de Murmansk não querem perder as operações de transbordo com a Noruega. No entanto, com o aumento das chances de construção de uma linha para Rovaniemi, na Finlândia, que serviria como uma rota alternativa para Kirkenes, as autoridades russas têm desde 2010 apoiado uma linha ferroviária de ligação direta entre Kirkenes e o território russo.